# 12 Angry Men (1957)
12 Angry Men (ook wel bekend als Twelve Angry Men) is een Amerikaanse film uit 1957 geregisseerd door Sidney Lumet met in de hoofdrollen Henry Fonda en Lee J. Cobb.
De film is gebaseerd op de gelijknamige CBS-televisiefilm van Reginald Rose uit september 1954. Bij het uitkomen in de bioscopen werd de film door het grote publiek genegeerd en was zeker geen kassucces. Henry Fonda, die niet alleen de hoofdrol speelde, maar ook produceerde, zag af van een salaris. De critici prezen de film wel en 12 Angry Men werd genomineerd voor een Oscar voor beste film, beste regie en beste scenariobewerking. De film verzilverde echter geen enkele nominatie.
Het verhaal van deze film gaat over juryrechtspraak, de problematiek van schuld en onschuld en bewijs en ook over de morele moed een afwijkende mening te bepleiten en vooroordelen te trotseren en ontzenuwen.
Inmiddels wordt de film gezien als een klassieker en in 2007 werd 12 Angry Men geselecteerd voor conservatie in het United States National Film Registry van de Library of Congress.

## Verhaal
Een jonge tiener, afkomstig uit de achterbuurten van de stad, wordt er van beschuldigd zijn vader te hebben vermoord. Het is aan de jury om zich uit te spreken over de zaak. De twaalf leden van de jury krijgen te horen dat als ze het 'schuldig' uitspreken, de jongen de doodstraf zal krijgen. Belangrijk is ook dat het oordeel 'schuldig' of 'onschuldig' unaniem moet zijn. De juryleden trekken zich terug in de jurykamer voor beraad. Bij de eerste stemming zijn elf juryleden voor 'schuldig'. 
Het enige jurylid dat niet meestemt met schuldig is jurylid nummer 8. Hij is van mening dat het bewijsmateriaal in de zaak allemaal bijkomstig is en niet overtuigend, dat de twee getuigen niet betrouwbaar zijn en dat bijvoorbeeld het moordwapen helemaal niet zo ongewoon is als de officier van justitie naar voren bracht. Deze twijfel leidt tot een nieuwe stemronde en inmiddels is minstens één jurylid overgestapt naar 'niet schuldig'. Er ontstaan nieuwe discussies en op zeker ogenblik is het 6-6. Overigens zijn de redenen niet altijd moreel verantwoord. Jurylid 7 bijvoorbeeld gaat over naar het andere kamp omdat hij genoeg heeft van de zaak en naar een honkbalwedstrijd wil. 
Langzaam aan wint het kamp van 'niet schuldig' en zijn er nog maar drie juryleden over die 'schuldig' willen uitspreken. Een belangrijk moment komt als jurylid nummer 9 een ander jurylid aan zijn neus ziet krabben. Hij ziet de afdrukken van de bril in de neus en realiseert zich dat dit ook het geval was bij de belangrijkste getuige. Zij werd wakker op het moment van de moord en had haar bril waarschijnlijk niet op toen ze naar buiten keek. Dit brengt de stand op 11-1 in het voordeel van 'niet-schuldig'. Het laatste jurylid (nummer 3), met een voorkeur voor 'schuldig' blijkt echter om oneigenlijke redenen vasthouden aan zijn standpunt, hij heeft een slechte relatie met zijn zoon. De haat die hij tegenover de vermeende moordenaar koestert is eigenlijk een reflectie van zijn haat ten opzichte van zijn zoon. Hij gaat overstag en de jury kiest unaniem voor 'niet-schuldig'.

## Rolverdeling
| Acteur          | Personage                   | Opmerkingen                             |
| --------------- | --------------------------- | --------------------------------------- |
| Martin Balsam   | Jurylid nummer 1            | voorzitter van de jury, assistent coach |
| John Fiedler    | Jurylid nummer 2            | bankmedewerker                          |
| Lee J. Cobb     | Jurylid nummer 3            | zakenman                                |
| E.G. Marshall   | Jurylid nummer 4            | beursmakelaar                           |
| Jack Klugman    | Jurylid nummer 5            | inwoner van een achterbuurt             |
| Edward Binns    | Jurylid nummer 6            | huisschilder                            |
| Jack Warden     | Jurylid nummer 7            | vertegenwoordiger                       |
| Henry Fonda     | Jurylid nummer 8 (Davis)    | architect                               |
| Joseph Sweeney  | Jurylid nummer 9 (McCardle) | oude man                                |
| Ed Begley       | Jurylid nummer 10           | eigenaar van een garage                 |
| George Voskovec | Jurylid nummer 11           | horlogemaker                            |
| Robert Webber   | Jurylid nummer 12           | manager advertentiebureau               |

## Achtergrond

### Symboliek
12 Angry Men kan worden gezien als een ode aan het Amerikaanse rechtssysteem. Er wordt over een man geoordeeld door twaalf gelijken. Maar in de film moeten we geloven dat het recht altijd zal zegevieren. Jurylid nummer 8, gekleed in het wit, leidt de overige juryleden naar het licht, een mens is pas schuldig als zijn schuld is bewezen. Er wordt in de film geen moreel oordeel geveld. Er wordt slechts getwijfeld aan het bewijsmateriaal en de getuigen en dat moet voldoende zijn voor 'niet schuldig'. De juryleden vormen een doorsnee van de Amerikaanse samenleving uit de jaren vijftig, een simpele bankklerk, een garagehouder, een huisschilder, zakenlieden, een architect, maar ook een immigrant en een inwoner van een sloppenwijk. Voor veel Amerikaanse scholieren en studenten uit die jaren vormde de film de aanleiding om te kiezen voor een opleiding als advocaat, jurist of officier van justitie. Rechter bij het Hogergerechtshof Sonia Sotomayor verklaarde in een speech voor rechtenstudenten in 2010 dat de film haar keuze had beïnvloed, met name de speech van de immigrant in de jury over het Amerikaanse rechtssysteem had haar overtuigd. Ze waarschuwde ook dat de film veel vrijheden neemt. Veel uitspraken van juryleden in de film zijn speculatief en niet gebaseerd op feiten.

### Scenario
Reginald Rose schreef het oorspronkelijke scenario voor 12 Angry Men. In september 1954 zond CBS een televisiefilm uit, gebaseerd op het scenario met Robert Cummings als jurylid nummer 8. Het succes van de uitzending leidde tot een uitnodiging aan Rose om het scenario voor een speelfilm te bewerken. Rose hoefde echter weinig te veranderen, het oorspronkelijke scenario werd vrijwel een op een overgenomen. Rose koos voor een ongebruikelijke aanpak door de hele film te situeren in één ruimte (afgezien van enige minuten aan het begin en aan het einde van de film). Ook maakt hij de identificatie met de juryleden moeilijk door hun namen niet te noemen, ze hebben een nummer en worden soms aangeduid als 'de architect' of 'de coach'. Alleen juryleden 8 en 9 krijgen een naam. Aan het einde van de film introduceert nummer 8 zich als Davis aan jurylid nummer 9 die zichzelf McCardle noemt. Voor de rest is iedereen anoniem, ook de getuigen en de verdachte. De kijker moet zich niet laten afleiden door triviale zaken als namen. Zoals ook Vrouwe Justitia geblinddoekt om vrij van vooroordelen een beslissing te nemen, zo krijgt ook de kijker als het ware een blinddoek om.

### Voorbereiding
United Artists vroeg aan Henry Fonda om de film te produceren. De acteur was zo ingenomen met het scenario dat hij toehapte, een beslissing die hij snel zou betreuren. Fonda kreeg zo'n hekel aan zijn productiewerkzaamheden dat hij nooit meer een film produceerde. Samen met scenarist en co-producer Reginald Rose ging Fonda op zoek naar een regisseur. Hij vroeg de toen vrij onbekende Sidney Lumet voor de baan. Fonda was erg ingenomen met het regiewerk van Lumet voor televisie. Met een budget van 350.000 dollar kon Lumet aan het werk. De regisseurs bracht de acteurs samen en ging aan het repeteren. Ondertussen begonnen de decorbouwers aan het werken aan de set. Fonda, in zijn rol als producer, werd boos toen hij zag wat voor goedkope achtergronden werden gebruikt achter de ramen van de 'jurykamer'. Lumet liet hem weten dat zijn cinematograaf Boris Kaufman een plan had ontwikkeld om de achtergronden tot leven te wekken.

### Opnames
Lumet nam de film op in periode van 21 dagen, nadat hij twee weken uitgebreid had gerepeteerd. Hij liet de twaalf acteur soms uren achter elkaar in de jurykamer zitten zonder opnames te maken, om ze te laten wennen aan het idee dat ze echte juryleden ook langere tijd in een ruimte verkeerden. In totaal had Lumet 365 verschillende takes nodig. De film had zo'n laag budget dat er geen voldoende middelen waren. Er was bijvoorbeeld te weinig verlichting. Als de lichtmensen het licht hadden opgesteld voor een shot, genomen vanuit een bepaalde hoek, moesten alle shots vanuit die hoek achter elkaar gefilmd worden. Dit gaf met name problemen bij de 'overshoots' (als twee acteurs in een film met elkaar spreken, is soms de ene acteur frontaal in beeld en soms de ander. De camera neemt dan eerst de ene acteur op en vervolgens vanuit tegenovergestelde hoek de ander). Soms zaten er dagen en zelfs weken tussen de verschillende overshoots. Ondanks deze beperking wist Lumet toch enige nieuwe technieken te introduceren. In de film verschuift het perspectief naarmate de film vordert. Aanvankelijk zitten de acteurs wijd uit elkaar, maar later zijn ze alleen in close-up te zien. De kijker krijgt hierdoor een gevoel van claustrofobie. Lumet die ooit als cinematograaf begon verkreeg dit effect door de camera's, voorzien van groothoeklenzen, eerst op ooghoogte op te stellen om zo een grotere diepte tussen de acteurs te creëren, later verving hij de lenzen, tot hij uiteindelijk filmde met telelenzen vanuit een lagere camerapositie, waardoor de diepte verkort werd.

## Prijzen
De film werd onderscheiden met een Gouden Beer voor Beste film op het filmfestival van Berlijn.